# Yengiyan
Yengiyan è un comune dell'Azerbaigian situato nel distretto di Zaqatala. Conta una popolazione di 1 247 abitanti.